# Paed Conca
Paed Conca (* 26. Juli 1967 in Bern) ist ein Schweizer Jazz- und Improvisationsmusiker (Klarinette, Bass, Komposition).

## Wirken
Conca, der in Bern lebt, ist in zahlreichen Bands und Projekten aktiv. Seit Anfang der 1990er Jahre arbeitet er mit dem Blast4tet (mit Dirk Bruinsma, Frank Crijns und Fabrizio Spera), mit dem er mehrere Alben aufnahm. Duoformationen von Conca sind So nicht mit Dani Lieder und Otholiten mit Dirk Bruinsma.
Mit dem DJ Kev the Head und Bruinsma gründete er das Trio Lithe Head, mit Bruno Meillier und Dominique Lentin das Trio Best Before. Als Solist tritt Conca auch unter dem Namen Cleee auf; unter diesem Namen gründete er das Cleee-Septett mit Martin Schütz, Patricia Wydmer, Madleine Bischof, Margrit Rieben, Thomas K. J. Meier und Dirk Bruinsma.
2004 trat er im Trio mit dem Klarinettisten und Saxophonisten Hans Koch und dem Bassisten John Edwards auf. Beim Irtijal Festival of Experimental Music in Beirut wurde das Al Maslakh Ensemble gegründet, in dem Conca neben Mazen Kerbaj, Christine Sehnaoui, Sharif Sehnaoui, Raed Yassin und Michael Zerang spielte. Die Musik von Al Maslakh wurde auch in der Schweiz vorgestellt. Mit dem libanesischen Musiker Raed Yassin schloss er sich 2006 zum Duo Praed zusammen, dessen Musik arabische Popmusik, Jazz, Electronica und Psychedelia verbindet. Sie treten auch in einem erweiterten Ensemble Praed+ mit einer Bläsergruppe auf, zu der etwa Axel Dörner an der Trompete, der Posaunist Hannes Bauer, und die Holzbläser Stéphane Rives und Hans Koch gehörten.
Ausserdem komponierte und spielte Conca Musiken zu Stummfilmen wie Der Mann mit der Kamera (1929) von Dziga Vertov, Nosferatu (1922) von Friedrich Wilhelm Murnau und Die Mutter (1926) von Wsewolod Pudowkin. In Zusammenarbeit mit dem Filmemacher Giorgio Andreoli entstand 2005 Migration. Andreoli und Conca stellten Film- und Bildmaterial zum Thema Migration zu einer Collage zusammen, Conca komponierte die Musik, die er gemeinsam mit Michael Thieke, Frank Crijns und Fabrizio Spera spielte.

## Diskographische Hinweise
- Fabrication of Silver Dreams (Annihaya Records, 2016)

mit Blast4tet
- Purist Sirup, 1992
- Wire Stitched Ears, 1995
- Stringy Rugs, 1997
- A Sophisticated Face, 1999
- Altra Strata, 2003